# كيلي ميلر (لاعب هوكي الجليد)
كيلي ميلر (بالإنجليزية: Kelly Miller)‏ هو لاعب هوكي الجليد أمريكي، ولد في 3 مارس 1963 في لانسنغ في الولايات المتحدة.

## وصلات خارجية
- كيلي ميلر على موقع دوري الهوكي الوطني (الإنجليزية)
- كيلي ميلر على موقع قاعة مشاهير الهوكي (لاعب أن.إتش.أل) (الإنجليزية)
- كيلي ميلر على موقع EliteProspects.com (الإنجليزية)
- كيلي ميلر على موقع HockeyDB.com (الإنجليزية)
- كيلي ميلر على موقع Hockey-Reference.com (الإنجليزية)